# Karel Černohorský
Karel Černohorský (17. září 1896 Přerov – 23. března 1982 Brno) byl moravský muzejník, etnograf a archeolog. V etnografii se zaměřoval na studium lidové keramiky, jako archeolog na raný středověk. Působil ve vedoucích funkcích v Moravského a Slezského zemského muzea.

## Život
Narodil se v rodině řezbáře v Přerově Karla Černohorského a manželky Aloisie, rozené Jáhnové. Za první světové války byl nasazen na ruské frontě a v červenci 1917 zajat. Od června 1918 do února 1921 byl legionářem v Rusku.
Po návratu pracoval v Zemském muzeu v Opavě a během svého působení v muzeu vystudoval etnografii a dějiny umění na Filosofické fakultě UK; studium ukončil v roce 1929. Ve Slezském zemském muzeu zastával funkci ředitele (1935–1938). Po odstoupení pohraničí přešel do Moravského zemského muzea v Brně, kde spravoval numismatické sbírky, ale během okupace byl roku 1942 úředně penzionován. Po válce se na krátkou dobu vrátil do řídících funkcí muzeí (ředitel MZM 1945 a 1948–1949) a SZM (1945-1948, inspektor slezských muzeí). V roce 1949 byl z politických důvodů odvolán. Poté působil v brněnském archeologickém ústavu a jako vědecký pracovník se podílel na výzkumech raného středověku, žernovů, slovanské keramiky a počátků feudalismu.

## Publikace
- Jak se vyráběly vyškovské fayense , Vyškov 1928
- Počátky habánských fajansí , Sborník k 60. narozeninám E.W.Brauna , Opava 1931
- Příspěvek k dějinám fajansové výroby v Bučovicích , Praha 1933
- Moravská lidová keramika, Praha 1941
- K počátkům fajansové výroby na území Československa , Český lid 39, 1952 S. 21-28
- Žernovy v hospodářsko-společenském vývoji časného středověku", Památky archeologické 48, 1957, (495-548).